# گنجه، گجرات
گنجه (به انگلیسی: Gunja) یک شهرک در پاکستان است که در ناحیه گجرات واقع شده‌است.